# Островский, Арсений Георгиевич
Арсений Георгиевич Островский (22 мая 1897, Шавли, Ковенская губерния, Российская империя — 5 мая 1989, Ленинград, СССР) — советский литературовед, драматург и переводчик.

## Биография
Родился 22 мая 1897 году в Шавли (ныне Шауляй). В 1928 году окончил словесное отделение Высших курсов искусствоведения при Институте истории искусств (ныне Российский институт истории искусств), с 1931 году был назначен редактором-организатором «Библиотеки поэта».
С 1922 года начал публиковать свои работы, а с 1927 года занимался переводами. Автор биографических книг «Молодой Толстой в записях современников» (1929), «Тургенев в записях современников» (1929, 1999). Опубликовал томы «Эпиграммы и сатира. 1840—1880» (1932) и «Литературные и житейские воспоминания И. Тургенева» (1934).
С началом Великой Отечественной войны ушёл на фронт. Служил в народном ополчении 1-й Кировской дивизии, в писательском взводе. 22 сентября 1941 года отозван из армии для работы в литературном драматическом отделе Ленинградского радио блокадного Ленинграда.
После войны был переводчиком с украинского и белорусского языков.
Умер 8 января 1989 году. Похоронен на Северном кладбище.

## Научная деятельность
Автор переводов биографических книг, произведений известных писателей таких как: Шевченко Т., Франко И., Украинка Л., Вишня О., Коцюбинский М., Колас Я., Крапива К., Смолич Ю., Шамякин И., Брыль Я., Витка В., Журахович С., Бровка П., Ильченко А., Иваненко О., Науменко И., Жук А. и другие. Подготовленный им сборник изданий книг Тургенева И. «Грузинские романтики», «Стихотворения», Брюсова В. «Стихотворения». Опубликовал сборник статей «Русские писатели об изобразительном искусстве».

## Награды
- Орден «Знак Почёта» (26 мая 1977) — за заслуги в области советской литературы и в связи с восьмидесятилетием со дня рождения
- Заслуженный работник культуры Белорусской ССР

## Основные работы

### Книги
- Островский А. Г. Молодой Толстой. — М.: Аграф, 1999. — 316 с. — (Литературная мастерская). — 3500 экз. — ISBN 5-7784-0065-9.
- Островский А. Г. Тургенев в записях современников: Воспоминания. Письма. Дневники... / вступ. ст. Эйхенбаума Б. М.. — М.: Аграф, 1999. — 396 с. — (Литературная мастерская). — 3500 экз. — ISBN 5-7784-0066-7.

### Статьи
- Из белорусской поэзии. Стихи Звонка А., Танка М., Панченко А., Витка В. и др.  / переводы Азарова В., Ботвинника С., Жура П., Кежуна Б., Кузнецова В., Комиссарова М., Островского А. Г., Сергеева И., Чепурова А., Шестинского О., Шишова В. — Звезда, 1982. — № 10.
- Из белорусской поэзии. Стихи (Бровка П., Кулешова А., Танка М., Витка В., и др.).  / переводы Жура П., Кежуна Б., Комиссаровой М., Михайлова И., Некрасова Г., Островского А. Г., Пагирева Г., Рождественского В. — Звезда, 1972. — № 4.
- Рыльский М. Из цикла «Розв и виноград».  / перевод Жура П. и Островского А. Г. — Звезда, 1965. — № 1.
- «Весенние песни...». Школа поэта (По Ибсену). Народная песня.  / перевод Островского А. Г. и др. — Звезда, 1941. — № 5.
- Грузинские романтики.  / предисл. публ. Островского А. Г. и Фёдорова А. — Звезда, 1940. — № 7.
- Молодой Толстой в записях современников. — Звезда, 1929. — № 1.
- О «Библиотеке поэта». — Звезда, 1933. — № 7.